# RSM清和監査法人
RSM清和監査法人（RSMせいわかんさほうじん、英文名称：RSM Seiwa）は、東京都千代田区に本社を置く日本における中堅監査法人である。清和税理士法人及び清和コンサルティング株式会社と提携している。世界第6位の国際会計ネットワークであるRSMインターナショナルのメンバーファームである。

## 概要
センチュリー監査法人を独立した筧悦生によって設立された。筧は2000年（平成12年）8月に株式会社アーケイディア・グループを、2003年（平成15年）3月に税理士法人アーケイディア（現・清和税理士法人）をそれぞれ設立し、その翌年に設立された当法人と合わせてアーケイディアグループと称した。うち株式会社アーケイディアグループは2015年（平成27年）頃までM&A支援やデューデリジェンス業務等グループに連携した業務を続けていたが、2016年（平成28年）に株式会社LENDEXへ改称し、グループ業務と並行して金融商品取引業者登録を行いファンド設立支援を行っていた経緯から、現在は不動産ファンドのソーシャルレンディング事業を行う無関係の企業となっている。
新興法人ながら設立早々にグローバルネットワークとの提携合意に至ったこともあり、中堅法人としては国際色が強い。また売上高の15%程度を非監査証明業務が占め他法人より高いことも特徴である。近年は大手監査法人からの監査人交代受嘱を準大手監査法人と並んで盛んに行っており、2021年（令和3年）6月期に初めて業務収入が10億円を超えた。
- 所在地
  - 東京事務所 : 東京都千代田区飯田橋1-3-2　曙杉館4階
  - 神戸事務所 : 兵庫県神戸市中央区海岸通8 神港ビルヂング1階
- 人員 - 2024年12月1日時点 179名
- クライアント数 - 2024年12月1日現在 216社（うち上場監査25社、IPO36社）

### 主な金商法監査クライアント
有価証券報告書より、最近の監査報酬上位10社を以下に示す。
| 順位 | 会社名                           | 業種       | 2024年度監査報酬 | 前身所属ならびに監査継続期間            |
| ---- | -------------------------------- | ---------- | ---------------- | --------------------------------------- |
| 1    | 人・夢・技術グループ             | サービス   | 6,000万円        | 2023年9月期以降（EY新日本→RSM清和）     |
| 2    | 大崎電気工業                     | 電気機器   | 5,800万円        | 2022年3月期以降（原会計事務所→RSM清和） |
| 3    | ティアック                       | 電気機器   | 5,000万円        | 2022年3月期以降（あずさ→RSM清和）       |
| 4    | ショーケース                     | 情報・通信 | 4,390万円        | 2021年12月期以降（EY新日本→RSM清和）    |
| 5    | サニーサイドアップグループ       | サービス   | 3,900万円        | 2022年6月期以降（EY新日本→RSM清和）     |
| 6    | 大庄                             | 小売       | 3,800万円        | 2024年8月期以降（EY新日本→RSM清和）     |
| 7    | ツナググループ・ホールディングス | サービス   | 3,580万円        | 2022年9月期以降（EY新日本→RSM清和）     |
| 8    | ホットリンク                     | 情報・通信 | 3,540万円        | 2021年12月期以降（あずさ→RSM清和）      |
| 9    | トリプルアイズ                   | 情報・通信 | 3,440万円        | 2024年8月期以降（あずさ→RSM清和）       |
| 10   | CSSホールディングス              | サービス   | 3,399万円        | 2024年9月期以降（あずさ→RSM清和）       |

## 沿革
- 2004年3月 - 東京国際監査法人設立
- 2006年10月 - 清和監査法人に改名
- 2009年11月 - 世界第6位の国際会計事務所ネットワーク RSM Internationalと業務提携することで基本合意
- 2014年6月 - 不祥事により行政処分を受ける[3]
- 2017年7月1日 - RSM清和監査法人に改名[4]